# الصرحة (إب)

تعديل مصدري - تعديل

الصرحة محلة تابعة لقرية القرات، التابعة لعزلة بلادشار بمديرية إب إحدى مديريات محافظة إب في الجمهورية اليمنية، بلغ تعداد سكانها 47 حسب تعداد اليمن لعام 2004.